# Açailândia
Açailândia es un municipio brasileño del estado del Marañón. Es el octavo municipio más poblado del estado, con un total de 101.130 habitantes según la estimación del IBGE en 2009.
La ciudad es un importante polo agroindustrial, donde la exportación es generada por cinco industrias siderúrgicas instaladas en el municipio, que son su principal fuente laboral. También cuenta con diversos establecimientos comerciales de los más diversos ramos y servicios, y posee uno de los mayores rebaños de bovinos del estado.

## Historia
Con la apertura de la carretera Belém-Brasilia en 1958 en las proximidades del Arroyo Açailândia, los trabajadores descubrieron una tierra fértil con agua en abundancia, y en poco tiempo llegaron a la región numerosas personas de los cuatro puntos cardinales del país y algunas naciones extranjeras. Tanto es así que en 1975 fue elaborado el Proyecto de Ley "Pró-Emancipación" 130/75, que fue sancionado y transformado en ley el 6 de junio de 1981, tornándolo así en un Municipio con derecho a plebiscito que fue realizado el 14 de diciembre de ese año. La asunción del primer prefecto electo tuvo lugar el 1 de febrero de 1983, donde Raimundo Telefres Sampaio asumió como primer prefecto.

### Migración
La principal puerta de entrada para esta región se abrió a partir de la construcción de la autovía Belém-Brasilia, en 1958. La notícia corrió por todo Brasil y otros países, dando cuenta de que, aquí, la tierra era buena y los arroyos permanentes. Atraídos por esta noticia, trabajadores y aventureros de varias partes del Brasil, y de otros países amigos, vinieron con sus familias a vivir en Açailândia.

Hasta donde se tiene registro, los primeros en llegar fueron los trabajadores de la carretera Belém-Brasilia, que, en su mayoría, eran oriundos de las ciudades de Barra del Corda, Pedreiras, Caxias e Imperatriz, todas en el Maranhão. Los siguientes fueron los misioneros de la Iglesia Presbiteriana (de nacionalidad estadounidense), que vinieron acompañados de algunos coreanos, bahianos, cearenses, capixabas, goianos, minerías, pernambucanos, paraibanos, piauienses, etc. En seguida vinieron los italianos, sirios, japoneses, libaneses, portugueses y ucranianos. Este universo de inmigrantes llegaba diariamente a pie, montados en lomo de burros y asnos o subidos a camiones.

## Etimología
La gran cantidad de palmeras de azaí en las márgenes del arroyo, encontrado por los indios Curia y Cocranum, dio origen al nombre del nuestro municipio. De acuerdo con el Diccionario de la Lengua Portuguesa, açaí significa fruto de la palmera de azaí, palmera de Amazonia cuyo nombre científico es Euterpe oleracea. De su fruto se hace una bebida del mismo nombre, muy apreciada en el Estado del Pará. Algunos historiadores hablan también que Azaí o Huasaí, que de acuerdo con la jerga indígena tendría el significado de tallo largo que produce granos pequeños. El '-lândia ' es un radical de origen germánico, cognado con la palabra 'land' en inglés y alemán, que designa un país o región. De ahí, el nombre Açailândia.

## Economía
El análisis de los últimos datos consolidados del Instituto Brasileño de Geografía y Estadística (IBGE) revela que el municipio de Açailândia viene creciendo año tras año, y en el período 2002/2003 alcanzó una tasa del 23% de crecimiento. Juntamente con Imperatriz, Caxias, Timon y la capital São Luís forman los mayores centros económicos del Maranhão.
Los datos más recientes son del año de 2003 y confirman la tendencia de crecimiento que se registra desde 1999. Açailândia salió de la clasificación número 564ª entre 5.560 municipios, en 1999, y subió a la 270.ª posición, es decir, que en cuatro años saltó 294 lugares. Por lo tanto, el municipio está económicamente entre los 500 mayores del Brasil y se consolidó como una de las más importantes economías del estado. En valores, el PIB de Açailândia en 2003 era de R$ 822,2 millones, 22,8% mayor que el PIB de 2002, ya ajustado por el IBGE, que totalizó R$ 669,1 millones.
El municipio tiene cerca de 750 establecimientos en todos los sectores de comercio, industria, agricultura y ganadería. También se destacan en la economía, tanto que el municipio posee uno de los mayores rebaños bovinos del estado del Maranhão, un frigorífico instalado en la ciudad y la expectativa de instalación de otro gran frigorífico, además de una fábrica de productos lácteos.
El municipio posee decenas de sindicatos de trabajadores de las más diversas categorías profesionales, destacando entre estos el Sindicato de los Trabajadores Rurales, Sindicato de los Metalúrgicos, Sindicato de los Comerciantes, Sindicato de los Servidores Municipales, etc.
Locales de reconocimiento nacional con filial en Açailândia: Farmacias Big Ben, Farmacias Extra Farma, Armazém Paraíba, Comercios Gabriella, Liliani, Mateus Supermercados, Oticas Diniz, entre otros.
Es servida por seis agencias bancarias, de las cuales cuatro son bancos públicos federales: Banco de Amazonia, Banco del Brasil, Banco del Nordeste y Caja Económica Federal; y otras dos son representantes de bancos privados: Banco Bradesco y HSBC Bamerindus.

## Geografía
El clima es caliente y húmedo a mediados del año y las lluvias acostumbran a aparecer después de septiembre, cuando se aproxima el verano, y van hasta marzo cuando ocurre la estación seca. El terreno arenoso facilita la creación de erosiones con el agua de la lluvia, como se nota en la mayoría de las regiones con el mismo tipo de terreno.
Su relieve está formado básicamente por planicies, y en su vegetación predominan bosques latifoliadas del tipo amazónico de tierra firme y cerrados. Una región de terreno arenoso y fangoso, rico en barro amarillo, propicio para la producción de todos los tipos de verduras y cereales, como maíz, arroz y frijol.
La hidrografía de la región está formada por aproximadamente 30 arroyos, siendo los más importantes el arroyo Acailândia, Itinga, Cajuapara, Pequiá, y los ríos Gurupi y Río Pindaré Pindaré.

## Subdivisión

### Barrios
Barra Azul, Bueno Jardim, Bueno Jesús, Brasil Nuevo, Centro, Cikel, Cjr Morada Sol, Cjr Valle Prindaré, Cjr Valle del Río Dulce, Cohab, Entroncamento, Fátima, Getat, Jacu, Jardim Allah, Jardim América, Jardim Brasil, Jardim Glória, Jardim Tropical, Jardim Imperatriz, Laranjeiras, Maranhão Nuevo, Matadouro, Monte Sinai, Nueva Açailândia, Nuevo Jacu, Nuevo Piquiá, Parati, Parque Açaí, Parque de las Naciones, Parque Industrial, Parque Meseta, Polo Moveleiro, Villa Bueno Jardim, Villa Ildemar, Villa Capeloza, Villa Ipiranga, Villa Villa Progreso I, Villa Villa Progreso II, Villa San Francisco, Villa Sarney Hijo y Villa Tancredo Neves.

## Infraestrutura
Seguridad pública
La ciudad posee Delegación regional, sede de la Defensa civil, Delegación especial de la mujer, Batallón de Policía Militar, Delegación Regional del Trabajo y otros.

### Salud
Establecimientos de salud
Posee un total de 43 establecimientos de salud, de los cuales 37 están vinculados al SUS. La ciudad dispone de un Hospital Municipal de Médio Porte, 4 hospitales particulares con 91 camas para internación particulares y 47 en el sector público.

### Educación
Instituciones de enseñanza
En la ciudad hay algunas instituciones de educación superior como el Campus Açailândia - Institución de Educación Profesional, la Universidad Estatal del Maranhão - UEMA - Campus de Açailândia, el CEFET - Instituto Federal de Educación, Ciencia y Tecnología del Maranhão, el CETECMA - Centro de Capacitación Tecnológica del Maranhão, el SENAI - Servicio Nacional de Aprendizaje Industrial y el CAIC - Centro de Apoyo Integrado para Crianza.
A nivel estatal, hay diversas instituciones destacables: CESG Maria Isabel Cafeteira, CEEFM Lourenço Antônio Gallet y CEEFM Profº Carlos Beckman.
En el ámbito municipal, destacan las escuelas Escuela Rafael de Almeida, Escuela Municipal Profª Joviana S. Farias, Escuela Aulidia Goncalves de los Santos, Escuela Fernando Rodrigues de Souza y Escuela Municipal Tânia Leche.
En el sector particular, destacan las escuelas de nivel fundamental y medio Colégio Frei César Gavazzi, Escuela Divino Master, Escuela Carrossel, Escuela Pequeño Príncipe y Instituto Educacional Adonai-Objetivo.

### Medio
La ciudad posee canales filiados las principales redes de televisión del país, como por ejemplo: TV Mirante (Red Globo), TV Ciudad (Band), TV Difusora sur (SBT), TV Tropical (Red Record), TV Club (Red TV) y Red Vida (Red Vida).
También cuenta con diversas emisoras de radio como: Cultura AM - 790 kHz, Marconi FM - 101,9 MHz, FM Esperanza - 87,9 MHz y Club 98 FM - 98,1 MHz.
Los periódicos impresos son el Jornal Rural, Açaí Folha y El Folhão.

### Comunicaciones
La ciudad dispone de telefonía fija (Oi/Telemar) y móvil (Oi, Vivo, Tim y Claro). En cuanto a la conexión con Internet, la ciudad cuenta con Conexión Discada (Oi), Banda Larga ADSL (Oi Velox 300 y 600 kbps), Via-Rádio inferior a 1MB (Júpter Internet).

## Transporte
La ciudad sede del municipio está privilegiada por su localización en el entrecruce de la BR-010 (Belém-Brasilia) con la BR-222 (que une Açailândia con las demás regiones del Nordeste). El entrecruce de la Ferrovia de Carajás con la Ferrovia Norte-sur constituye el mayor entrecruce ferroviario del norte y nordeste del Brasil.
En Açailândia, el tráfico de pasajeros en la Ferrovia de Carajás fue abierto solamente dos meses y medio después de inaugurarse el ferrocarril. El 17 de marzo de 1986, un tren recorrió 540 km partiendo de Pequiá, pasando por Açailândia hasta São Luís, inaugurando el transporte de pasajeros en la línea. Luego el transporte fue extendido hasta Parauapebas, que no es el punto final de la línea. El tren recorre la línea tres veces por semana, yendo en un día y regresando en el siguiente.

## Cultura

### Plazas
Plaza del Patizal
Localizada en la Villa Ildemar, la plaza posee una plantación única en la ciudad de la palmera "Pati".
Plaza de la Biblia
Inaugurada el 22 de diciembre de 2000 y cercada por una óptima iluminación y lindos jardines al centro, la plaza recibe un gran flujo de personas al final de la tarde para practicar ejercicios, y se está tornando el nuevo punto de encuentro de jóvenes y adultos de la ciudad.
Plaza del Pioneiro
Homenaje del pueblo de Açailândia al gobernador Juán Castillo. Inaugurada el 22 de abril de 1981, la plaza está cercada de árboles, muy verdes, y es el principal punto de encuentro de los jóvenes açailandenses. En el centro de la plaza existe una gran cantidad de palmeras de açaí, volviéndola bastante peculiar, pues portan el fruto que lleva consigo a la historia de la ciudad. Es considerada Patrimonio Municipal.

### Eventos y fechas conmemorativas
- Expoaçailândia – Feria Agropecuaria Comercial e Industrial de Açailândia, que realiza en el mes de junio en el Parque de Exposición José Egidio Quintal Hijo. El evento, de carácter regional y nacional, tiene por finalidad mostrar las potencialidades del municipio y buscar nuevas tecnologías e inversiones orientadas al desarrollo de los negocios agrícolas en la Región de Açailândia. Es actualmente uno de los mayores eventos de la ciudad .

- Açaí-Folia - La Micareta es uno de los mayores atractivos de la ciudad, realizada en virtud de la fiesta de aniversario del municipio, siempre en el mes de junio. Sin embargo, por falta de incentivos y patrocinadores dejó de ser llevarse a cabo en 2009. Actualmente es el mayor carnaval fuera de época de la región, atrayendo a turistas de todas las regiones del estado y de otros estados, aumentando la mano de obra del municipio en el período.

## Feriados municipales
- 6 de junio - Aniversario de la ciudad.
- 4 de octubre - Patrón de la ciudad (San Francisco de Asís).